# Варфоломей (Воробьёв)
Варфоломе́й (в миру Ю́рий (Гео́ргий) Гео́ргиевич Воробьёв; 22 сентября 1931, Магадан, СССР — 6 августа 2009, Эдмонтон, Канада) — епископ РПЦЗ (В), до 2001 года — клирик Русской Зарубежной Церкви, до 1990 года клирик Московского патриархата.

## Биография
В 1989 году в Хабаровске иеромонахом Амвросием (Епифановым) пострижен в монашество с именем Варфоломей.
В 1990 году, будучи священником Русской православной церкви, эмигрировал в Канаду, где митрополитом Виталием (Устииновым) был принят в клир Русской Православной Церкви Заграницей в сущем сане через чин покаяния.
В 1992 году направлен Митрополитом Виталием (Устиновым) в Покровский скит в селении Блаффтон (провинция Альберта, Канада). 4 мая 1993 года митрополит Виталий так описал этот скит: «Игумения Ариадна передала епархии имущество (80 акров) женской обители в Блюффтоне (Альберта). Теперь Председатель намерен возобновить монашескую жизнь в этом монастыре. Предполагают приехать две монахини из Австралии, ожидаются ещё несколько желающих там монашествовать. Священствует там в настоящее время Иеромонах Варфоломей».
В декабре 1995 года был назначен начальником Русской Духовной Миссии в Иерусалиме, где проявил себя как противник любых компромиссов и контактов с иерархией Московской Патриархии, но и явился, по мнению товарищей, настоящим исповедником, который «подвергся насилию» противодействуя передаче Свято-Троицкого монастыря в Хевроне Московской Патриархии.
Был членом Редакционного совета журнала «Вертоградъ».
В 1997 году по настоянию архиепископа Марка (Арндта) освобождён от несения послушаний на Святой Земле был направлен в качестве духовника в женский Покровский монастырь в селении Блаффтон (Альберта, Канада).
Не принял курс Русской зарубежной церкви на примирение с Московским патриархатом. 6 марта 2001 года пишет гневное послание «Не верьте клеветникам», в котором отмечал:

Все более и более церковного народа убеждается в том, что изменение курса РПЦЗ, ведущее к попранию православных канонов, к подчинению экуменической МП, не является простым недоразумением. Нет, это продуманные действия, которые готовились в тайне со всей тщательностью. Достаточно вспомнить вояжи архиепископа Марка и встречи его с Ридигером и другими представителями МП. Несмотря на строгие требования митрополита Виталия прекратить эти предательские действия, вл. Марк продолжал делать свое дело, только более тайно. Незаконные переговоры с МП, сослужения с сербскими экуменистами и иное схожее привели, наконец, к тому, что мы имеем сейчас, а именно к неприятию паствой деятельности своих епископов. Совершенно ясно, что нынешний состав Синода РПЦЗ зашёл слишком далеко в своем стремлении «соединиться» с МП и через неё и сербских экуменистов со всем «мировым православием».

Осенью 2001 года примкнул к группе клириков и мирян, вышедших из РПЦЗ и образовавших РПЦЗ(В).
29 октября/11 ноября 2001 года в Спасо-Преображенском храме в Мансонвилле (Канада) архимандрит Варфоломей был хиротонисан епископами Сергием (Киндяковым) и Владимиром (Целищевым) во епископа Гренадского для исполнения обязанностей викария Канадской епархии в Западной Канаде, но в сертификате епископа Варфоломея было сказано, что хиротония совершалась митрополитом Виталием. Позже, в «Покаянном письме» на имя Митрополита Виталия от 12/25 июля 2004 года епископ Варнава писал: «Раскаиваюсь, что не выражал моего протеста в связи с хиротонией еп. Варфоломея, которую совершили еп. Сергий и еп. Владимир вопреки Вашему и моему решению». При возвращении в каноническую Русскую зарубежную церковь, епископ Варнава отметил, что эта хиротония была совершена «против воли и без участия митрополита Виталия».
28 ноября 2003 года решением Архиерейского Синода РПЦЗ(В) был назначен управляющим созданной тогда же Западно-Канадской епархии с титулом «Эдмонтонский и Западно-Канадский».
С 2006 года в связи с тяжкой болезнью проживал в доме для престарелых в Эдмантоне. Находясь там, стал участником разгоревшегося в 2006 году конфликта между заместителем Первоиерарха РПЦЗ(В) Антонием (Орловым) и Виктором (Пивоваровым) с одной стороны и Владимиром (Целищевым) и секретарём Синода РПЦЗ(В) Вениамином Жуковым. За его подписью был опубликован ряд документов, подлинность которых сам еп Варфоломей впоследствии опровергал.
Так, вместе с Владимиром (Целицевым), его подпись стоит в письме к митрополиту Виталию от 12 мая, где выражалось полное согласие с «письмом Секретаря Архиерейского Синода РПЦЗ Митрофорного Протоиерея Вениамина (Жукова) на имя архиеп. Антония Лос-Анжелосского и Южно-Американского и с выдвигаемыми в этом письме замечаниями канонического порядка», а затем вместе с Владимиром (Целицевым) и Вениамином Жуковым письмо к нему же от 23 мая с разъяснениями о причинах невозможности прибыть на заседание Синода, намеченного на 28 мая.
28 мая 2006 года указом за подписью митрополита Виталия (Устинова) и Антония (Орлова) «В связи со смертью архиепископа Сергия и невозможностью участвовать в Синоде Епископа Варфоломея» на место последнего был сроком на 4 месяца назначен епископ Виктор (Пивоваров). Синод в составе митрополита Виталия, Антония (Орлова) и Виктора (Пивоварова) принял решение о созыве Архиерейского собора, чем не согласились Владимир (Целищев) и протоиерей Вениамин (Жуков). Тогда же Варфоломей, который в своём заявлении от 31 мая того же года написал: «Когда, в прошлое воскресенье, меня застали врасплох по телефону из Мансонвилля и попросили дать свой голос епископу Виктору Пивоварову на 4 месяца, я, не разобравшись в сути дела, согласился. Однако, узнав, что это было использовано для зачисления еп. Виктора в члены Синода на моё место, я сим заявляю, что такого согласия я не давал и не даю». Тогда же написал «Полномочие» «на случай, когда мне не будет удаваться лично прибыть на заседания Синода или Собора, сим передаю свой голос Преосвященному Епископу Владимиру».
3 июня 2006 года вместе с Владимиром (Целищевым) и Вениамином (Жуковым) подписал письмо к митрополиту Виталию, в котором резко критиковался Антоний (Орлов) и его сторонники и его действия.
13 июля 2006 года в своём заявлении написал: «Ввиду распространившегося слуха о том, что я, будто бы, собираюсь ехать на так называемый Собор в Мансонвилле 4/17 июля с.г. я заявляю, что не признаю его каноничность и по своей воле на него не явлюсь».
30 июля 2006 года Архиерейский синод РПЦЗ(В) за подписями Митрополита Виталия (Устинова), Владимира (Целищева), Варфоломея (Воробьёва) и секретаря Синода протоиерея Вениамина Жукова принял решения, запрещающие в священнослужении Антония (Орлова) и Виктора (Пивоварова).
В сентябре 2006 года Антоний (Орлов) в середине сентября того же года специально прибыл в Эдмонтон к епископу Варфоломею, где изложил свою версию произошедших событий. В ходе длительной беседы, записанной на аудио запись, епископ Варфоломей заявил, что пребывает в общении с Антонием (Орловым) и Виктором (Пивоваровым), не помнит подписанных им документов, и свою подпись под запрещением Антония (Орлова) считает поставленной кем-то другим. Также он заявил об оказываемом на него психологическом давлении со стороны окружения.
8 октября того же года от имени еп. Варфоломея (Воробьёва) было сделано следующее заявление в духе лояльности Владимиру (Целищеву) и Вениамину Жукову: «Из-за недоумения, вызванного неясной редакцией, поданного мне Вл. Антонием (Орловым) документа от 6/18 сентября с.г., сим уточняю, что, действительно, не будучи физически в Мансонвилле, я был согласен, и свое согласие закреплял своею подписью, со всеми решениями, связанными с событиями в нашей Церкви, начиная с мая/июня с.г., совместно с законными членами Архиерейского Синода, скрепленными подписью Секретаря, Митроф. Протоиерея Вениамина Жукова. Следовательно, осуждаю все действия Вл. Антония (Орлова) и иже с ним». Из этого Владимир (Целищев) и Вениамин Жуков следали такой вывод: «На этом закончилась очередная попытка раскольников скомпрометировать авторитет законных членов Архиерейского Синода РПЦЗ(В)».
2 по 7 ноября 2006 года прошёл чрезвычайный архиерейский собор, оформивший «Российскую православную церковь» — так себя назвали Антоний (Орлов) и Виктор (Пивоваров) и их сторонники — объявил «Епископа Владимира (Целищева), епископа Антония (Рудей), епископа Анастасия (Суржик) вышедших из подчинения Высшей Церковной Власти <…> находящимися вне Российской православной церкви». Про епископа Варфоломея (Воробьёва) такого не было сказано, стало быть его не считали своим противником.
3-4 марта 2007 года принимал участие в «североамериканской конференции» РПЦЗ(В) в городе Эдмонтон.
На декабрь 2007 года, согласно сообщению Анастасия (Суржика) «находится в старческом доме в Канаде и не способен принимать какого-либо участия в церковной жизни».
9 января 2008 года епископ Бэлцский и Молдовский Антоний (Рудей), управлявший приходами РПЦЗ(В) в Западной Европе и на территории бывшего СССР, распространил заявление, в котором сообщает о совершенных им в ноябре 2007 года «с согласия Преосвященного Варфоломея, Епископа Едмонтонского и Западно-Канадского, члена Архиерейского Синода», находящегося в старческом доме в Канаде, архиерейских хиротониях архимандрита Серафима (Скуратова) во епископа Бирмингемского, а иеромонаха Романа (Апостолеску) во епископа Брюссельского. К тому времени Варфоломей (Воробьёв) уже по находится в старческом доме в Канаде и был не способен принимать какого-либо участия в жизни РПЦЗ(В), которая переживала на тот момент очередной раскол. Андрей Кенсис написал про это: «Любой, кто заявляет о полученном от Епископа Варфоломея согласии на какие-либо действия в последние два года, есть абсолютный мошенник. У о. Николая Семёнова есть два письма от докторов Епископа Варфоломея о том, что он страдает старческим слабоумием. Письма были написаны два года назад при посещении нас о. Николаем. Оба письма, к моему удивлению, так и не были объявлены официально, и Епископу Варфоломею так и не было позволено уйти на покой, о чём он и просил».
Не принял участие из-за болезни в пастырском совещании священнослужителей Северо-Американских епархий РПЦЗ(В-В), прошедшем 20-23 марта 2008 года под председательством епископа Владимира (Целищева) при храме преподобного Серафима Саровского в Монреале.
25 марта/7 апреля 2008 года определением Архиерейского Собора РПЦЗ(В-В) было удовлетворено прошение епископа Варфоломея об уходе на покой на болезни. При этом за ним сохранялось право служения и совершения треб.
Скончался 6 августа 2009 в приюте для престарелых инвалидов в Эдмонтоне. Отпевание совершил Владимир (Целищев)